# اچ‌ام‌اس آرتمیس (پی۴۴۹)
اچ‌ام‌اس آرتمیس (پی۴۴۹) (به انگلیسی: HMS Artemis (P449)) یک زیردریایی بود که طول آن ۲۹۳ فوت ۶ اینچ (۸۹٫۴۶ متر) بود. این زیردریایی در سال ۱۹۴۶ ساخته شد.